# Lijst van voetbalinterlands Irak - Maleisië
Deze lijst van voetbalinterlands is een overzicht van alle officiële voetbalwedstrijden tussen de nationale teams van Irak en Maleisië. De landen hebben tot op heden zes keer tegen elkaar gespeeld. De eerste ontmoeting, een wedstrijd tijdens de Aziatische Spelen 1974, werd gespeeld in Teheran (Iran) op 11 september 1974. De laatste confrontatie, een kwalificatiewedstrijd voor de Azië Cup 2004, vond plaats op 20 oktober 2003 in Riffa (Bahrein).

## Wedstrijden
| № | Plaats       | Datum             | Competitie                 | Wedstrijd       | Uitslag |
| - | ------------ | ----------------- | -------------------------- | --------------- | ------- |
| 1 | Teheran      | 11 september 1974 | Aziatische Spelen 1974     | Maleisië − Irak | 0 − 0   |
| 2 | Kuala Lumpur | 22 juli 1977      | Vriendschappelijk          | Maleisië − Irak | 0 − 0   |
| 3 | Kuala Lumpur | 17 juli 1978      | Vriendschappelijk          | Maleisië − Irak | 1 − 2   |
| 4 | Shah Alam    | 21 juli 1995      | Vriendschappelijk          | Maleisië − Irak | 1 − 2   |
| 5 | Kuala Lumpur | 10 oktober 2003   | Azië Cup 2004 kwalificatie | Maleisië − Irak | 0 − 0   |
| 6 | Riffa        | 20 oktober 2003   | Azië Cup 2004 kwalificatie | Irak − Maleisië | 5 − 1   |

## Samenvatting
| Competitie            | Totaal gespeeld | Winst Irak | Gelijk | Winst Maleisië | Doelsaldo Irak – Maleisië |
| --------------------- | --------------- | ---------- | ------ | -------------- | ------------------------- |
| Azië Cup-kwalificatie | 2               | 1          | 1      | 0              | 5 − 1                     |
| Aziatische Spelen     | 1               | 0          | 1      | 0              | 0 − 0                     |
| Vriendschappelijk     | 3               | 2          | 1      | 0              | 4 − 2                     |
| Totaal                | 6               | 3          | 3      | 0              | 9 − 3                     |

IFA · A-internationals · Statistieken · Iraaks vrouwenelftal · Irak U21 · Irak U20 · Irak U19 · Irak U18 · Irak U17
1950 – 1969 ·
1970 – 1979 ·
1980 – 1989 ·
1990 – 1999 ·
2000 – 2009 ·
2010 – 2019 ·
2020 − 2029
Afghanistan ·
Algerije ·
Argentinië ·
Australië ·
Azerbeidzjan ·
Bahrein ·
België ·
Bolivia ·
Botswana ·
Brazilië ·
Cambodja ·
Chili ·
China ·
Colombia ·
Congo-Kinshasa ·
Cyprus ·
DDR ·
Ecuador ·
Egypte ·
Estland ·
Filipijnen ·
Finland ·
Ghana ·
Guinee ·
Hongkong ·
India ·
Indonesië ·
Iran ·
Japan ·
Jemen ·
Jordanië ·
Kazachstan ·
Kenia ·
Kirgizië ·
Koeweit ·
Libanon ·
Liberia ·
Libië ·
Macau ·
Maleisië ·
Marokko ·
Mauritanië ·
Mexico ·
Myanmar ·
Nepal ·
Nieuw-Zeeland ·
Noord-Korea ·
Oeganda ·
Oezbekistan ·
Oman ·
Pakistan ·
Palestina ·
Paraguay ·
Peru ·
Polen ·
Qatar ·
Roemenië ·
Rusland ·
Saoedi-Arabië · 
Sierra Leone · 
Singapore ·
Soedan ·
Spanje · 
Sri Lanka ·
Syrië · 
Tadzjikistan · 
Taiwan · 
Thailand · 
Trinidad en Tobago ·
Tunesië ·
Turkije ·
Turkmenistan ·
Uruguay ·
Verenigde Arabische Emiraten ·
Vietnam ·
Zambia ·
Zuid-Afrika ·
Zuid-Jemen ·
Zuid-Korea
FAM · 
A-internationals · 
Maleisisch vrouwenelftal
Afghanistan ·
Algerije ·
Australië ·
Bahrein ·
Bangladesh ·
Bhutan ·
Bosnië en Herzegovina ·
Brazilië ·
Brunei ·
Cambodja ·
Canada ·
China ·
Engeland ·
Fiji ·
Filipijnen ·
Finland ·
Ghana ·
Hongkong ·
India ·
Indonesië ·
Irak ·
Iran ·
Israël ·
Jamaica ·
Japan ·
Jemen ·
Jordanië ·
Kenia ·
Kirgizië ·
Koeweit ·
Laos ·
Lesotho ·
Libanon ·
Liberia ·
Libië ·
Liechtenstein ·
Macau ·
Malediven ·
Marokko ·
Mongolië ·
Myanmar ·
Nepal ·
Nieuw-Zeeland ·
Noord-Korea ·
Oezbekistan ·
Oman ·
Oost-Timor ·
Pakistan ·
Palestina ·
Papoea-Nieuw-Guinea ·
Qatar ·
Saoedi-Arabië ·
Salomonseilanden ·
Senegal ·
Singapore ·
Sri Lanka ·
Syrië ·
Tadzjikistan ·
Taiwan ·
Thailand ·
Turkije ·
Turkmenistan ·
Uruguay ·
Verenigde Arabische Emiraten ·
Vietnam ·
Zuid-Korea ·
Zuid-Vietnam ·
Zweden